# Fluorophénol
Un fluorophénol est un composé aromatique constitué d'un cycle benzénique substitué par un groupe hydroxyle (phénol) et par un ou plusieurs atomes de fluor (fluorobenzène).

## Liste des fluorophénols
Il existe au total 19 fluorophénols, divisés en cinq groupes, selon le nombre d'atomes de fluor attachés au cycle benzénique :
- Monofluorophénol
  - 2-Fluorophénol
  - 3-Fluorophénol
  - 4-Fluorophénol
- Difluorophénol
  - 2,3-Difluorophénol
  - 2,4-Difluorophénol
  - 2,5-Difluorophénol
  - 2,6-Difluorophénol
  - 3,4-Difluorophénol
  - 3,5-Difluorophénol
- Trifluorophénol
  - 2,3,4-Trifluorophénol
  - 2,3,5-Trifluorophénol
  - 2,3,6-Trifluorophénol
  - 2,4,5-Trifluorophénol
  - 2,4,6-Trifluorophénol
  - 3,4,5-Trifluorophénol
- Tétrafluorophénol
  - 2,3,4,5-Tétrafluorophénol
  - 2,3,4,6-Tétrafluorophénol
  - 2,3,5,6-Tétrafluorophénol
- Pentafluorophénol